# 十七歳 (Base Ball Bearのアルバム)
『十七歳』（じゅうななさい）は、Base Ball Bearのメジャー2枚目のアルバム。

## 解説
- 前作『C』から、約1年1ヶ月ぶりのリリース。
- 歌詞カードには、収録曲全ての歌詞の英訳詞が掲載されている。
- オリコンチャートの2007年12月11日付週間CDアルバムランキングでは、1万3,751枚を売り上げ15位にランクインした。
- 台湾、香港、マレーシアでもリリースされた。なお台湾にて販売するものは現地生産、香港・マレーシアにて販売するものは台湾にて生産されたものを輸入する形で販売した。
- 今作及び同年にリリースした4枚のシングル作品のジャケットデザインに採用されている「ビビタスくん」は中川翔子が考案した。

## 収録曲

### CD
| 全作詞・作曲: 小出祐介、全編曲: Base Ball Bear・玉井健二。 |                              |          |            |      |
| #                                                          | タイトル                     | 作詞     | 作曲・編曲 | 時間 |
| 1.                                                         | 「17才」                     | 小出祐介 | 小出祐介   | 4:41 |
| 2.                                                         | 「ドラマチック」             | 小出祐介 | 小出祐介   | 4:10 |
| 3.                                                         | 「抱きしめたい」             | 小出祐介 | 小出祐介   | 4:34 |
| 4.                                                         | 「ヘヴンズドアー・ガールズ」 | 小出祐介 | 小出祐介   | 4:28 |
| 5.                                                         | 「愛してる」                 | 小出祐介 | 小出祐介   | 4:54 |
| 6.                                                         | 「SEVENTEEN ROMANCE」        | 小出祐介 | 小出祐介   | 5:19 |
| 7.                                                         | 「FUTATSU NO SEKAI」         | 小出祐介 | 小出祐介   | 4:05 |
| 8.                                                         | 「真夏の条件」               | 小出祐介 | 小出祐介   | 4:35 |
| 9.                                                         | 「青い春.虚無」              | 小出祐介 | 小出祐介   | 4:02 |
| 10.                                                        | 「WINK SNIPER」              | 小出祐介 | 小出祐介   | 3:29 |
| 11.                                                        | 「協奏曲」                   | 小出祐介 | 小出祐介   | 7:23 |
| 12.                                                        | 「気付いてほしい」           | 小出祐介 | 小出祐介   | 5:51 |
| 合計時間:                                                  | 合計時間:                    | 57:31    |            |      |

### 楽曲について
1. 17才
  - アルバムのリードトラック。PV監督は児玉裕一。
  - デモの段階では、「BOYS MAY CRY」のリフに「17才」のメロディーが合わさった形で、複雑な構成となっていたが、メロディーとコード進行が「シンプルで分かりやすい」という理由から、2曲に分けた[2]。
  - 2019年1月にリリースされた1st EP『ポラリス』ではCDのみボーナストラックとして同曲を「17才(17th Ver.)」として新たにアレンジなどが行われたものが収録されている。
  - 2022年現在までライブの定番曲であり、ワンマン、フェスに限らずライブの1曲目に演奏されることも多い[注 1]。
  - ベストアルバム『バンドBのベスト』、『増補改訂完全版「バンドBのベスト」』収録
2. ドラマチック
  - TBS系アニメ『おおきく振りかぶって』第1期オープニングテーマ(2007年)
  - 舞台『おおきく振りかぶって』挿入歌(2018年)
  - 4thシングル曲
  - ベストアルバム『バンドBのベスト』、『増補改訂完全版「バンドBのベスト」』収録
3. 抱きしめたい
  - テレビ東京系『JAPAN COUNTDOWN』2007年4月度エンディングテーマ
  - 3rdシングル曲
  - ベストアルバム『バンドBのベスト』、『増補改訂完全版「バンドBのベスト」』収録
4. ヘヴンズドアー・ガールズ
5. 愛してる
  - 日本テレビ系『音楽戦士 MUSIC FIGHTER』パワープレイ
  - 日本テレビ系『音燃え!』エンディングテーマ
  - 日本テレビ系『スーパーチャンプル』エンディングテーマ
  - 6thシングル曲
  - シングルバージョンに存在していた出だしのギター音はカットされているが、ベストアルバム『バンドBのベスト』、『増補改訂完全版「バンドBのベスト」』ではカットされていない。
6. SEVENTEEN ROMANCE
  - 作中の詞は、すべて小出の実話である。
7. FUTATSU NO SEKAI
  - 小出の友達の友達である女の子の、不倫をしたことがあるという語りが元になっている曲。
8. 真夏の条件
  - 5thシングル曲
  - ベストアルバム『バンドBのベスト』、『増補改訂完全版「バンドBのベスト」』収録
9. 青い春.虚無
  - 「あおいはるどっとこむ」と読む。
  - 過密なスケジュールの中、レコーディングの最終日に3時間で完成した曲。
10. WINK SNIPER
  - 関根がメインヴォーカルを務める曲。
11. 協奏曲
  - 小出の友人の結婚式で披露する為に書かれた曲が原型となっている。しかし、結婚式は身内だけで行ったため、小出は結婚式に呼ばれず、曲も披露できなかったという。
12. 気付いてほしい

## アイドルネッサンスによるカバー作品
『17才』は、アイドルネッサンスの1枚目のシングル。

### 収録曲
1. 17才
  - Base Ball Bearの同名楽曲をカバー。
2. どか～ん
  - 真心ブラザーズのシングル曲をカバー。